# Mildred J. Hill
Mildred Jane Hill (27 tháng 6 năm 1859 – 5 tháng 6 năm 1916) là một nhà soạn nhạc và nhà âm nhạc học người Mỹ, người đã sáng tác giai điệu của "Good Morning to All", sau đó được dùng làm giai điệu của "Happy Birthday to You".

## Tiểu sử
Mildred Jane Hill sinh ra tại Louisville, Kentucky, bà là người chị cả trong một gia đình có ba chị em gái lần lượt là Mildred, Patty và Jessica. Bà học nhạc từ người cha của mình, Calvin Cody và Adolph Weidig.
Mildred Hill được báo cáo đã từng làm công việc giáo viên trường mẫu giáo và trường Chúa Nhật, giống với người em gái Patty. Giáo sư Robert Brauneis, sau khi nghiên cứu sâu về gia đình nhà Hill, ông đã kết luận rằng bà không phải là giáo viên mẫu giáo. Bà đã chuyển sang lĩnh vực âm nhạc, giảng dạy, soạn nhạc, biểu diễn và chuyên nghiên cứu về nhạc tâm linh của người đa den. Mildred và em gái của bà được vinh danh tại Hội chợ thế giới Chicago vào năm 1893 cho sự đóng góp của họ trong chương trình giáo dục tiến bộ tại các trường mẫu giáo thực nghiệm, trường mẫu giáo thực nghiệm Louisville.
Bà viết nhạc dưới bút danh Johann Tonsor, và bài báo "Âm nhạc của người da đen" năm 1892 của bà, cho rằng thể loại âm nhạc của người Châu Phi di cư sẽ là cơ sở cho phong cách âm nhạc đặc biệt của nước Mỹ, nó đã truyền cảm hứng cho Dvořák sáng tác bản giao hưởng Thế Giới Mới.
Mildred Hill qua đời tại Chicago, Illinois vào năm 1916, rất lâu trước khi bài hát của bà trở nên nổi tiếng. Bà được chôn cất cùng em gái tại Nghĩa trang Cave Hill ở Louisville, Kentucky.
Các bản thảo và giấy tờ của bà được lưu giữ tại Thư viện Âm nhạc của Đại học Louisville, Louisville, Kentucky.

## "Happy Birthday to You"
Khi giảng dạy tại Trường mẫu giáo thực nghiệm Louisville, chị em nhà Hill đã sáng tác bài hát "Good Morning to All"; Mildred viết phần giai điệu và phần lời được đảm nhiệm bởi Patty. Bài hát được xuất bản lần đầu tiên vào năm 1893 trong cuốn sách Song Stories for the Kindergarten như một bài hát để các giáo viên hát cho những học sinh của mình. Cuốn sách Song Stories for the Kindergarten đã có tới 20 phiên bản và lời bài hát đã được dịch sang tiếng Pháp, Đức, Ý, Tây Ban Nha, Trung Quốc, Nhật Bản và Thụy Điển.
"Happy Birthday to You" lần đầu tiên xuất hiện trên một tờ báo in vào năm 1912 sử dụng giai điệu của "Good Morning to All" nhưng khác phần lời. Độ phổ biến của nó tiếp tục gia tăng trong những năm 1930, cùng với việc không có tác giả của phần lời mới nào được nghi nhận, phần nhạc của "Good Morning to You" khi đó cũng không được ghi nhận cho bất kì ai (kể cả Mildred J. Hill). Dựa trên bản đăng kí bản quyền vào năm 1935 của the Summy Company và một loạt các vụ kiện (tất cả đều được giải quyết ngoài tòa án), chị em nhà Hill đã được nghi nhận là các tác giả của "Happy Birthday to You". Vào tháng 11 năm 2015, một thẩm phán liên bang đã tuyên bố rằng "Happy Birthday to You" thuộc phạm vi công cộng.

## Di sản
Chị em nhà Hill đã được vinh danh vào Đại sảnh Danh vọng nhạc sĩ vào ngày 12 tháng 6 năm 1996.